# Giro di Lombardia 1980
Il Giro di Lombardia 1980, settantaquattresima edizione della corsa, fu disputata il 18 ottobre 1980, per un percorso totale di 255 km. Fu vinta dal belga Alfons De Wolf, giunto al traguardo con il tempo di 7h08'00" alla media di 35,748 km/h.
Presero il via da Milano 95 ciclisti, 17 di essi portarono a termine la gara.

## Ordine d'arrivo (Top 10)
| Pos. | Corridore           | Squadra    | Tempo    |
| ---- | ------------------- | ---------- | -------- |
| 1    | Alfons De Wolf      | Boule d'Or | 7h08'00" |
| 2    | Alfredo Chinetti    | Inoxpran   | s.t.     |
| 3    | Ludo Peeters        | IJsboerke  | s.t.     |
| 4    | Theo de Rooij       | IJsboerke  | a 1'25"  |
| 5    | Hennie Kuiper       | Peugeot    | s.t.     |
| 6    | Roberto Ceruti      | Gis Gelati | s.t.     |
| 7    | J.-L. Vandenbroucke | La Redoute | a 2'32"  |
| 8    | Silvano Contini     | Bianchi    | s.t.     |
| 9    | Wladimiro Panizza   | Gis Gelati | s.t.     |
| 10   | Mario Beccia        | Hoonved    | a 3'20"  |